# Soncin (Automobilhersteller)

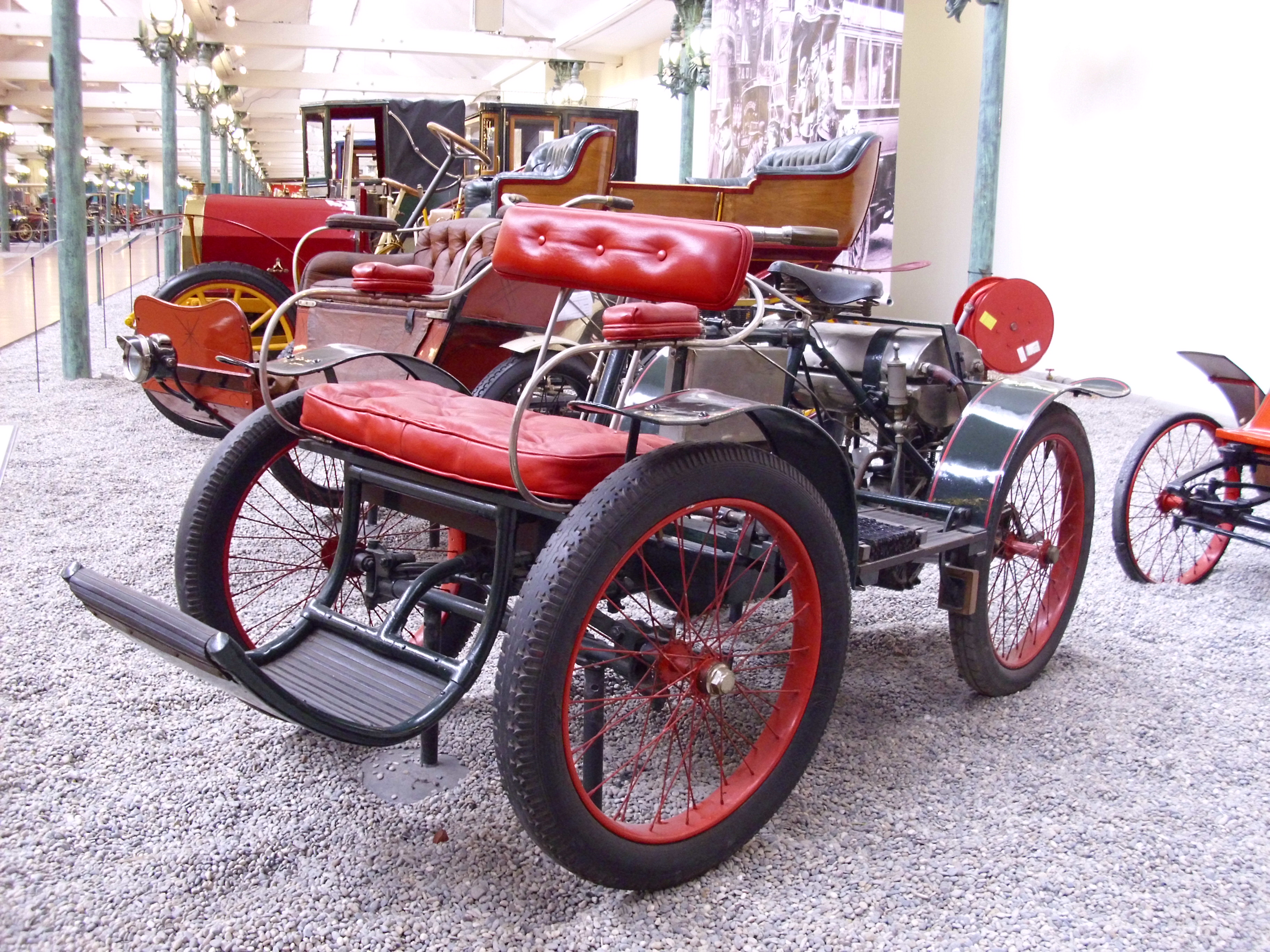
Soncin Quadricycle von 1901 in der Cité de l’Automobile – Musée National – Collection Schlumpf

Soncin war ein französischer Hersteller von Automobilen. In der Literatur gibt es auch die Schreibweise Sonçin.

## Unternehmensgeschichte
Louis Soncin gründete 1899 das Unternehmen in Poissy zur Motorenherstellung. 1900 begann die Automobilproduktion. Der Markenname lautete Soncin. Außerdem stellte er Motoren her, die er anderen Automobilherstellern verkaufte, unter anderen an Hautier und Ouzou. Am 25. August 1902 kam es zusammen mit Jean-Pierre Grégoire zur Umfirmierung in Soncin-Grégoire et Cie. Am 8. Oktober 1902 trat Soncin aus dem Unternehmen aus. Grégoire benannte es kurz darauf in Automobiles Grégoire um. Andere Quellen geben an, dass Soncin als Émile Ouzou et Cie firmierte und zu Émel Cuzon et Cie gehörte.

## Fahrzeuge
Im Angebot stand ein Kleinwagen. Für den Antrieb sorgte ein Einzylindermotor aus eigener Herstellung mit 4,5 PS Leistung. Die Fahrzeuge boten Platz für zwei Personen. Daneben wurden Dreiräder produziert, die auch bei Autorennen eingesetzt wurden.
Ein Fahrzeug dieser Marke ist in der Cité de l’Automobile in Mülhausen zu besichtigen.